# BBS (公司)
BBS（德語：BBS Kraftfahrzeugtechnik AG）是一家总部位于德国希尔塔赫的高性能汽车轮圈设计公司。 BBS生产用于赛车运动、OEM以及售后市场的轮圈，是三片式轮圈的开创者，并在数十年间推动铝合金轮圈产业的发展。 BBS是世界颇具规模的汽车轮圈生产商之一，截至2018年，该公司在全球约有1,200名员工，并在法兰克福证券交易所上市（代号：BKS3），市值为8.15亿欧元。

## 历史
1970年，BBS由海因里希·鲍姆加特纳（Heinrich Baumgartner）和克劳斯·布兰德（Klaus Brand）于德国希尔塔赫创立，原为一家生产塑料汽车车身零件的制造工厂。 BBS的缩写来自两位创始人的姓氏和公司成立的城市（Baumgartner、Brand、Schiltach）。 
BBS多年来的开发和设计元素已被普遍复制到各式汽车和售后市场中，例如阶梯式唇边、Y形辐条、彩色中心盖和螺母盖。 1972年，BBS首创开发三片式赛车轮圈BBS Mahle（与Mahle合作生产而得名），是赛车界的一次革命性设计。 1975年，BBS研发了广受欢迎的交叉辐条设计和压铸工艺。1983年，德国BBS和Washimeier达成合作，共同创建日本BBS。新安装了5,000吨锻造压力机，开始尝试通过锻造来完成复杂网格设计的盘面并开始开发铝制锻造三件式轮毂。BBS在1990年与韩国ASA公司签订技术合作协议，开始进行轮圈生产。 1993年，BBS将其三片式锻造轮圈和单片式铸造轮圈的设计融合，发明两片式设计的RSII，使BBS成为单片式、两片式和三片式轮圈的先驱。 BBS于1994年开发了一款用于赛车（特别用于F1）的锻造镁轮圈，其重量比标准铸造铝轮圈轻了20％以上。 1995年，BBS使用FEM分析开发了第一款单片式流动旋压铸造轮圈。 2000年，BBS、保时捷和库卡合作开发第一款中空辐条轮圈。
1983年， BBS在美国成立了分公司，同年在日本东京，Washimeier（日本BBS前身）争取到BBS锻造轮毂代工资格，和德国BBS公司合作共同出资成立日本BBS株式会社 （页面存档备份，存于）。1987年5月，BBS首次公开募股，并在法兰克福证券交易所上市交易。 2007年，BBS的主要铝材供应国几内亚发生政治动荡，使得铝材市场价格大幅上涨，对其业务和收入产生重大影响，导致其破产并被比利时公司Punch International接手。日本BBS获得了BBS商标独家使用权。德国BBS重组后，日本BBS與德國BBS两家共同使用BBS商标。2015年7月，南韩公司Nice Corp成为了BBS的最大股东。 2020年，BBS再度申请破产，并于2021年3月被跨国汽车悬吊配件公司KW automotive GmbH收购。与KW合作后，BBS推出新合作项目，例如一款能够不受限于固有产品规格并客制出无限种配置设定的轮圈产品“BBS Unlimited”。

## 技术
BBS轮圈所使用的多段锻造工艺非常复杂，其使用了8000到10000吨的压力进行多阶段挤压，并在每阶段之间加热至超过400 °C（750 °F），从而增加轮圈毛坯的密度。这个工艺实现了高密度和强度的理想材料结构，使其轻量化和能够进行精密铣削。
2002年，BBS推出“Air Inside Technology”（AIT），其中在轮圈结构内创造空心腔室，以弥补现代超低扁平比轮胎中减少的气体体积、降低簧下质量、改善操控动态、并在不牺牲材料强度和刚度的情况下提高燃油效率。这项创新使BBS获得2006年法兰克福国际汽车零配件及售后服务展览会调校领域创新奖。 
BBS持续生产铝合金和镁合金制造单片、两片和三片锻造轮圈，以及高性能流动旋压轮圈和低压铸造轮圈。 BBS也积极采用专业技术改良轮圈的品质和重量，如CNC铣削辐条、X射线检测、FEM分析、流动旋压成型、陶瓷抛光、不锈钢唇边和热处理。 

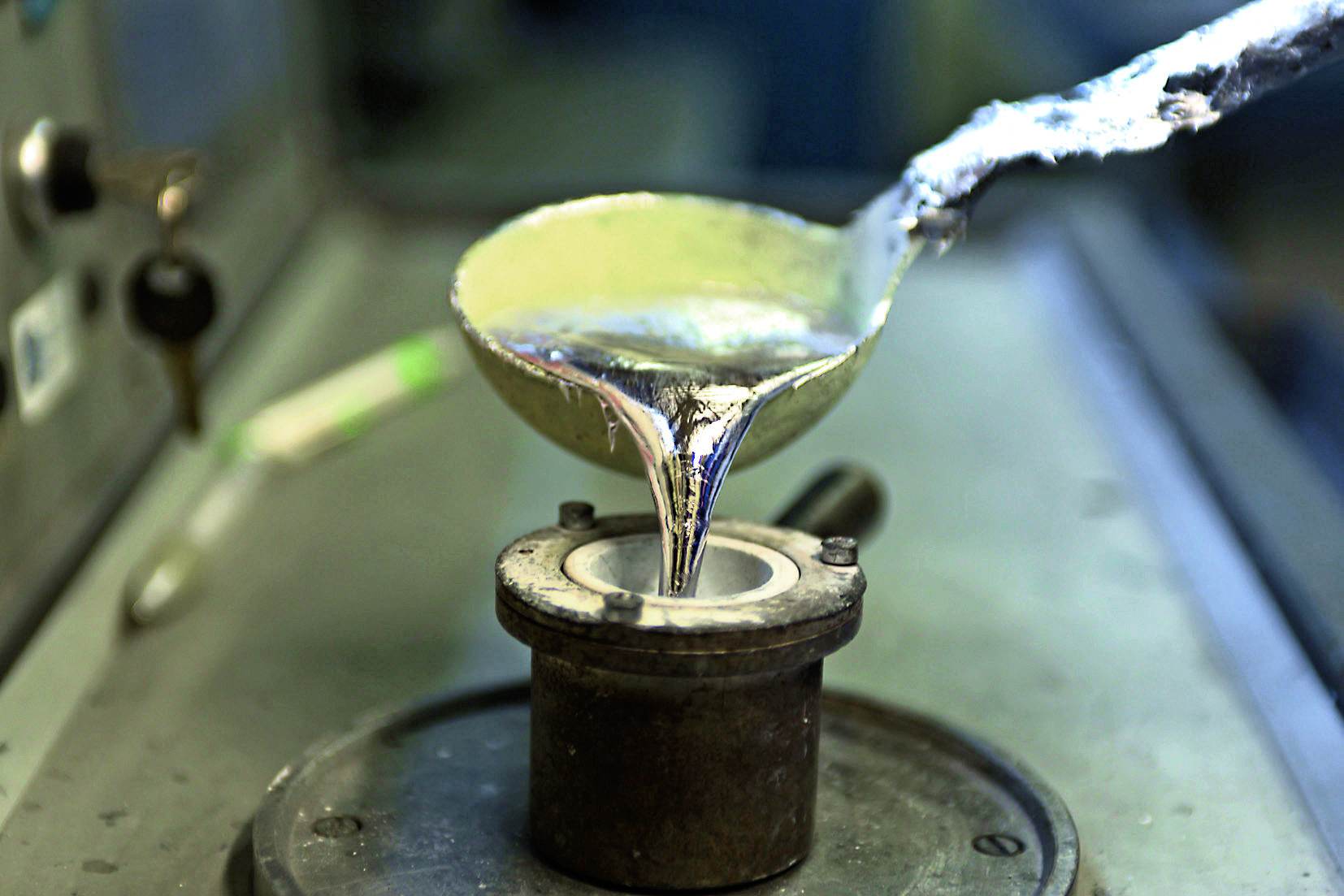
BBS在制程中进行金属取样
收尾制程

## 赛车运动
BBS在赛车界有着悠久的历史，早在1972年就为一级方程式赛车、勒芒24小时耐力赛、印第赛车系列赛、德国房车大师赛、NASCAR、世界房车锦标赛等赛车系列制造轮圈。该公司开创了赛车轮圈生产技术的先河，并致力于让轮圈更轻、更坚固，以满足赛车的需求。该公司是印第赛车系列赛的最大轮圈供应商与一级方程式赛车队的主要供应商，也为2022年首次亮相的NASCAR“Next Gen”赛车设定提供轮圈。
日本公司Washibeam Co., Ltd.负责制造BBS于F1使用的镁合金轮圈和所有赛车用铝质轮圈。由于轮圈是由BBS向Washibeam专属委托制造，因此即使BBS破产，其轮圈也不会停产。 2012年，BBS的赛车部门BBS Motorsport & Engineering GmbH被日本大野集团（Ono Group，Washi Kosan）拆分并接管，并从希尔塔赫迁至金齐希河谷哈斯拉赫，而所有BBS锻造赛车轮圈的生产都继续在日本进行。

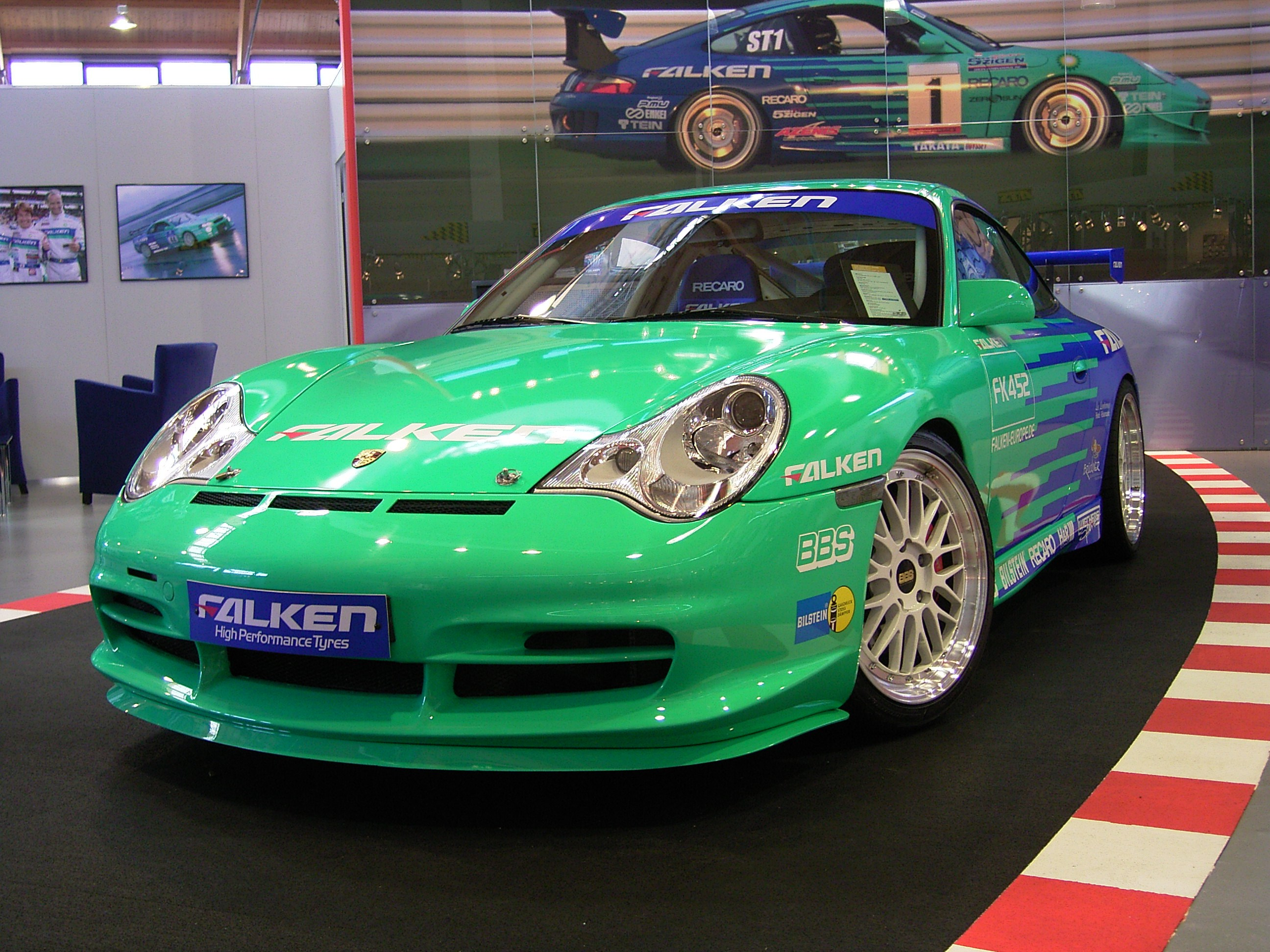
保时捷911 GT3 Cup上的BBS轮圈
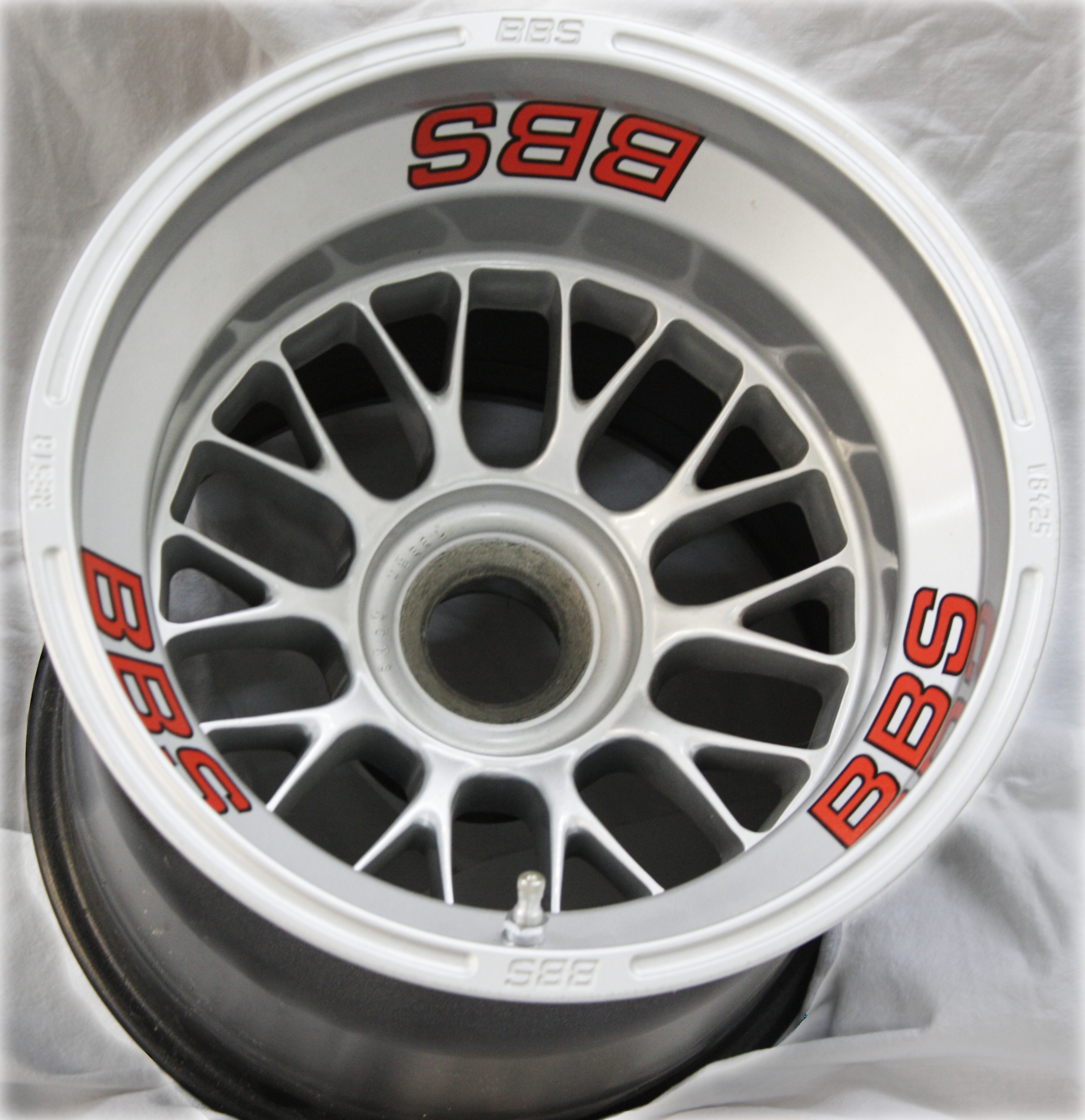
BBS制造的镁质锻造F1赛车轮圈
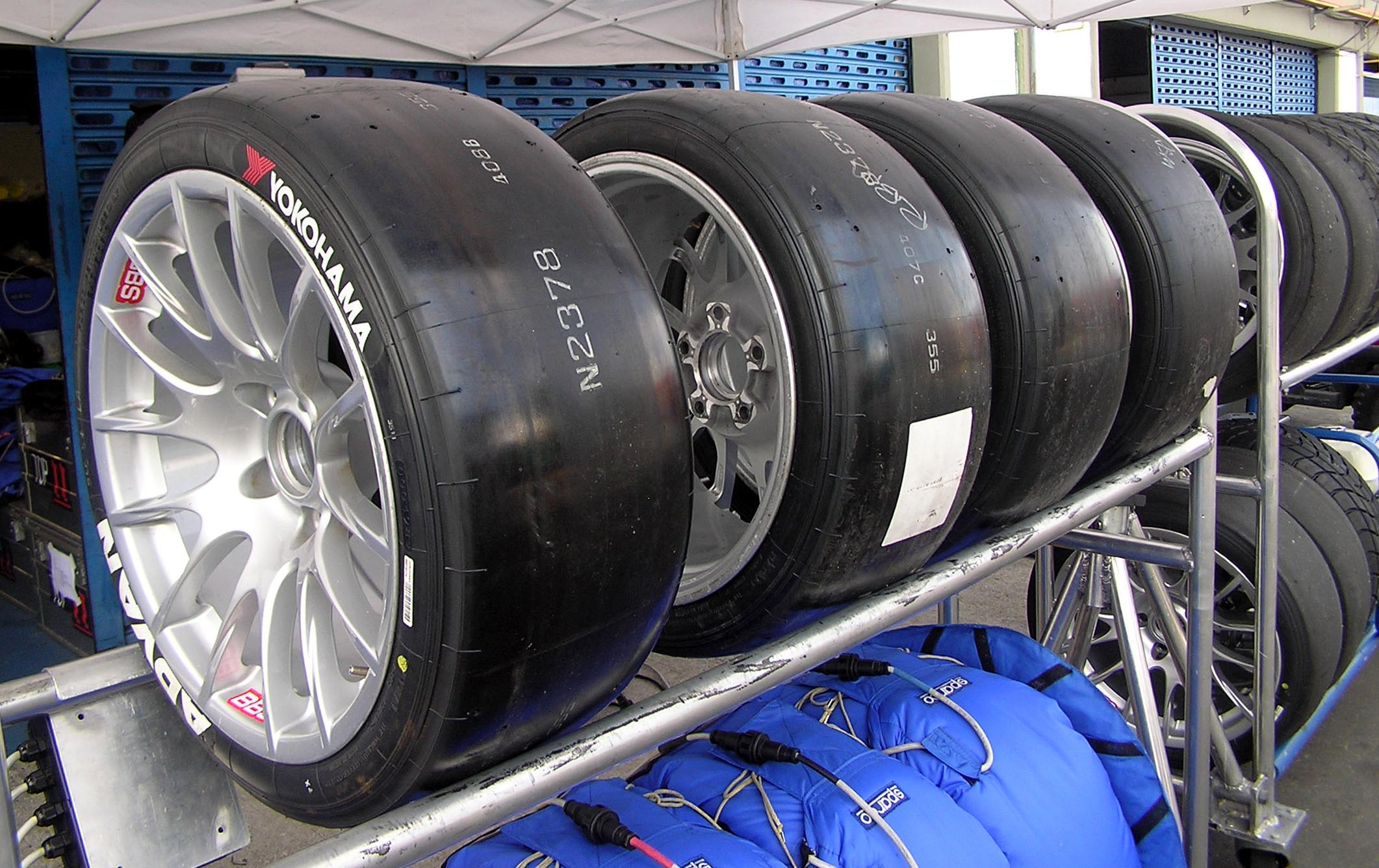
用于世界房车锦标赛的BBS赛车轮圈
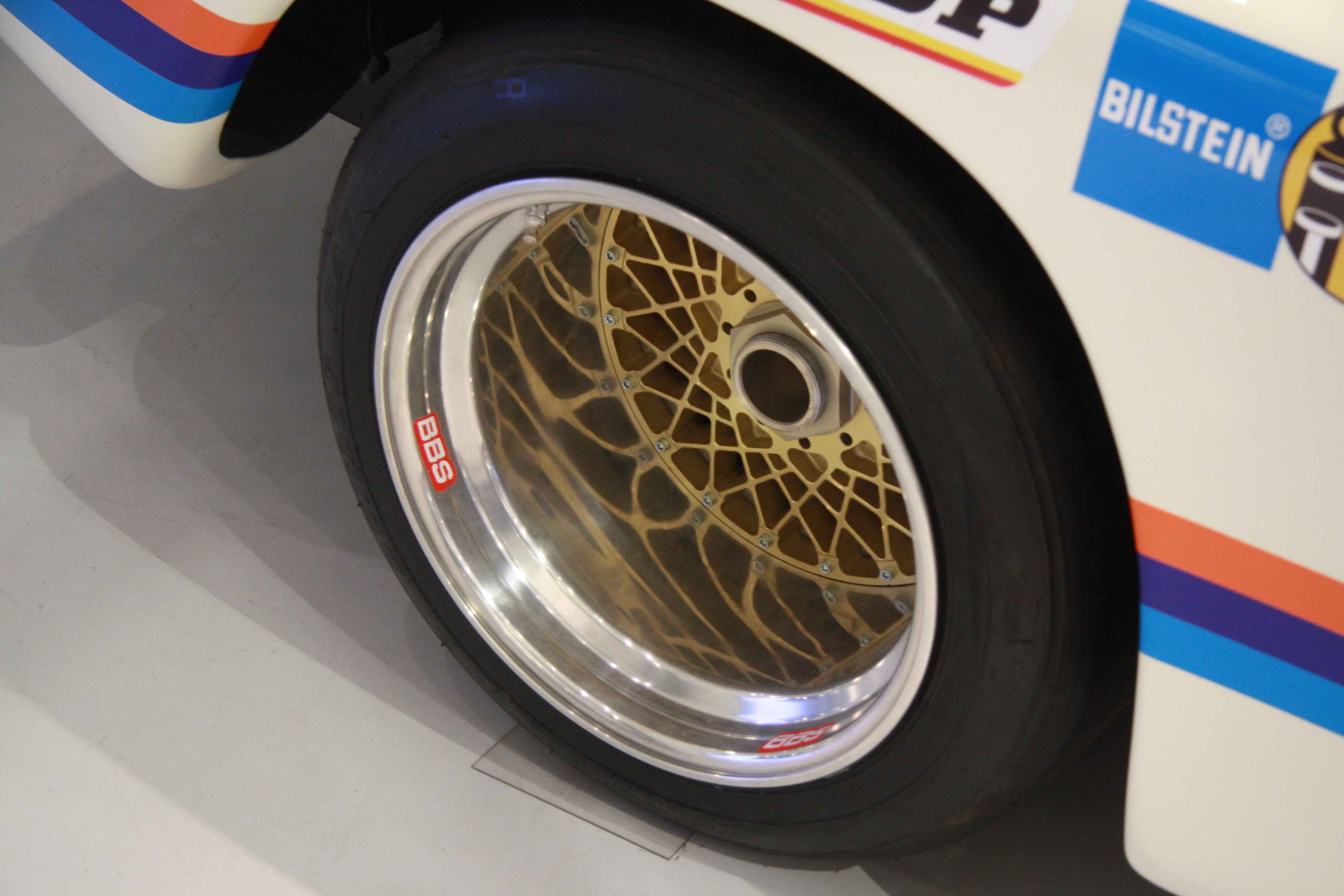
宝马320第5组赛车上的BBS轮圈

## 代工
BBS公司曾经并持续向多个汽车品牌代工原厂轮圈，如宝马、保时捷、奔驰、奥迪、法拉利、玛莎拉蒂、三菱、马自达、劳斯莱斯、捷豹、英菲尼迪、雷诺、萨博、速霸陆、大众、丰田和沃尔沃等品牌的街车中。 凌志在2008年推出新款IS-F时即开始使用BBS轮圈，并于2010年和2012年更新设计。
1980年代至1990年代初期许多欧洲跑车上经常能见到BBS RS的身影，其交叉辐条设计于外观上类似钢丝轮圈，相较于当时其他设计风格能显著减轻轮圈重量。

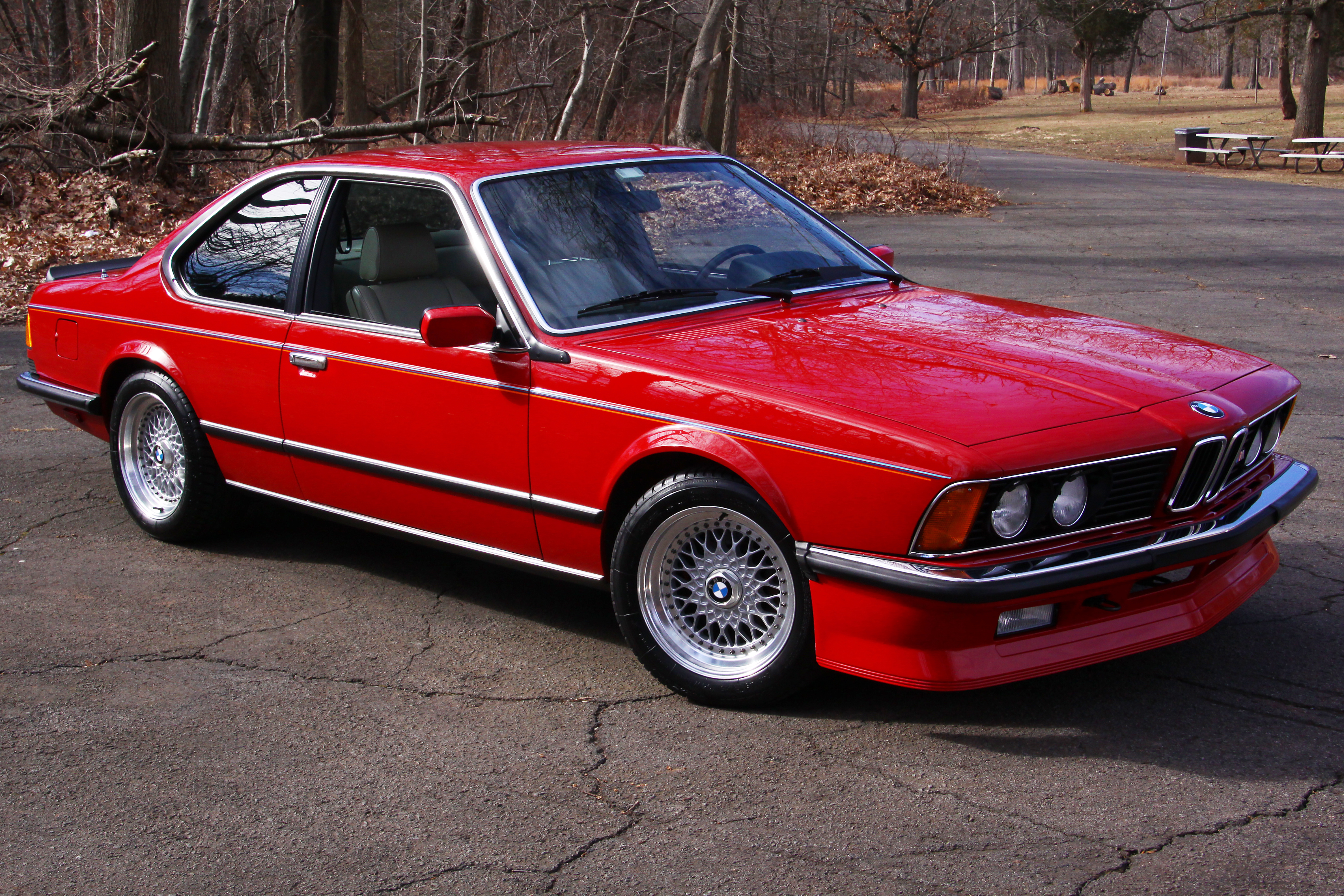
1985年式宝马M635CSi（英语：BMW 6 Series (E24)），配有BBS RS007轮圈
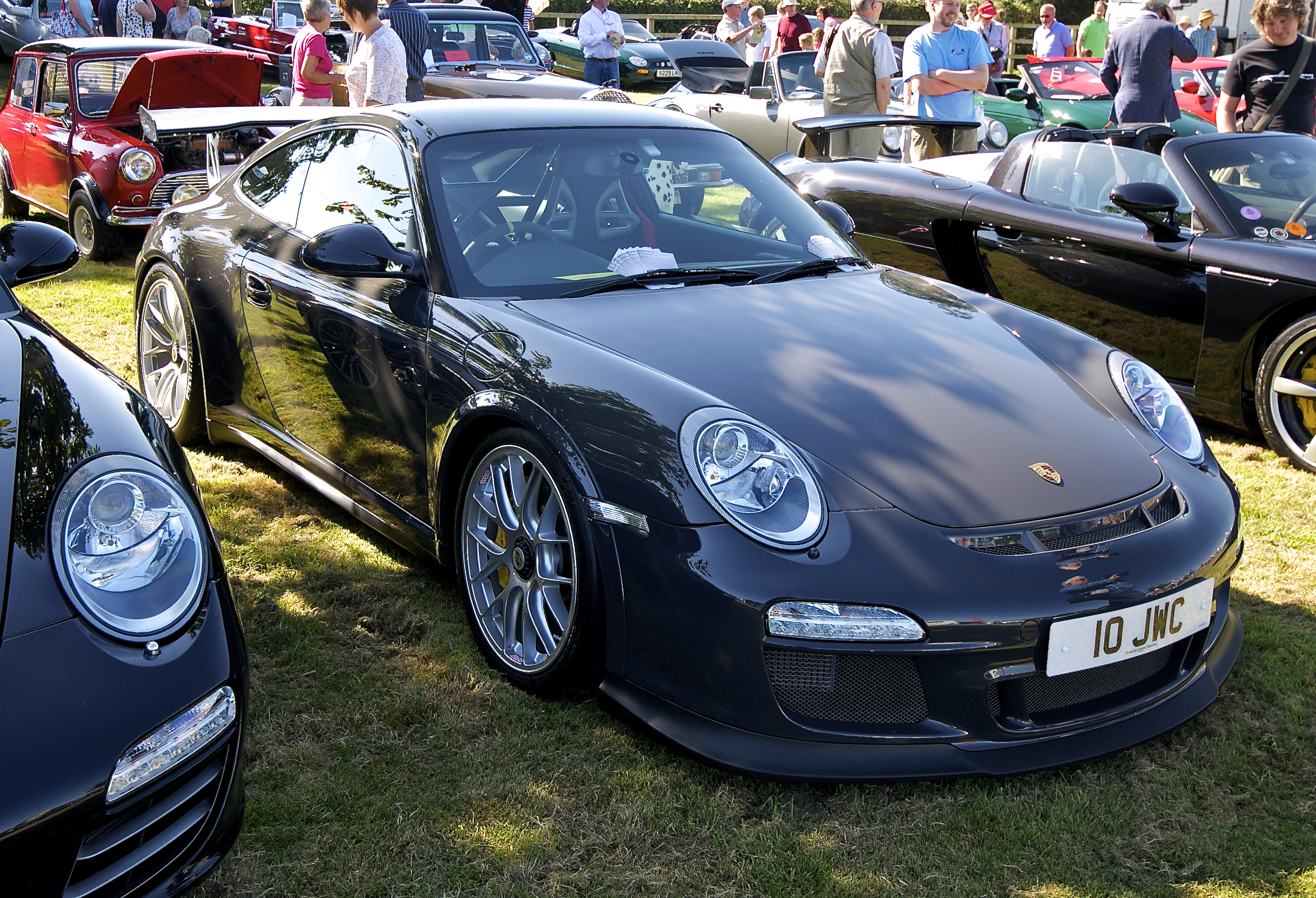
保时捷911 GT3 RS，配有OEM的BBS中锁式轮圈
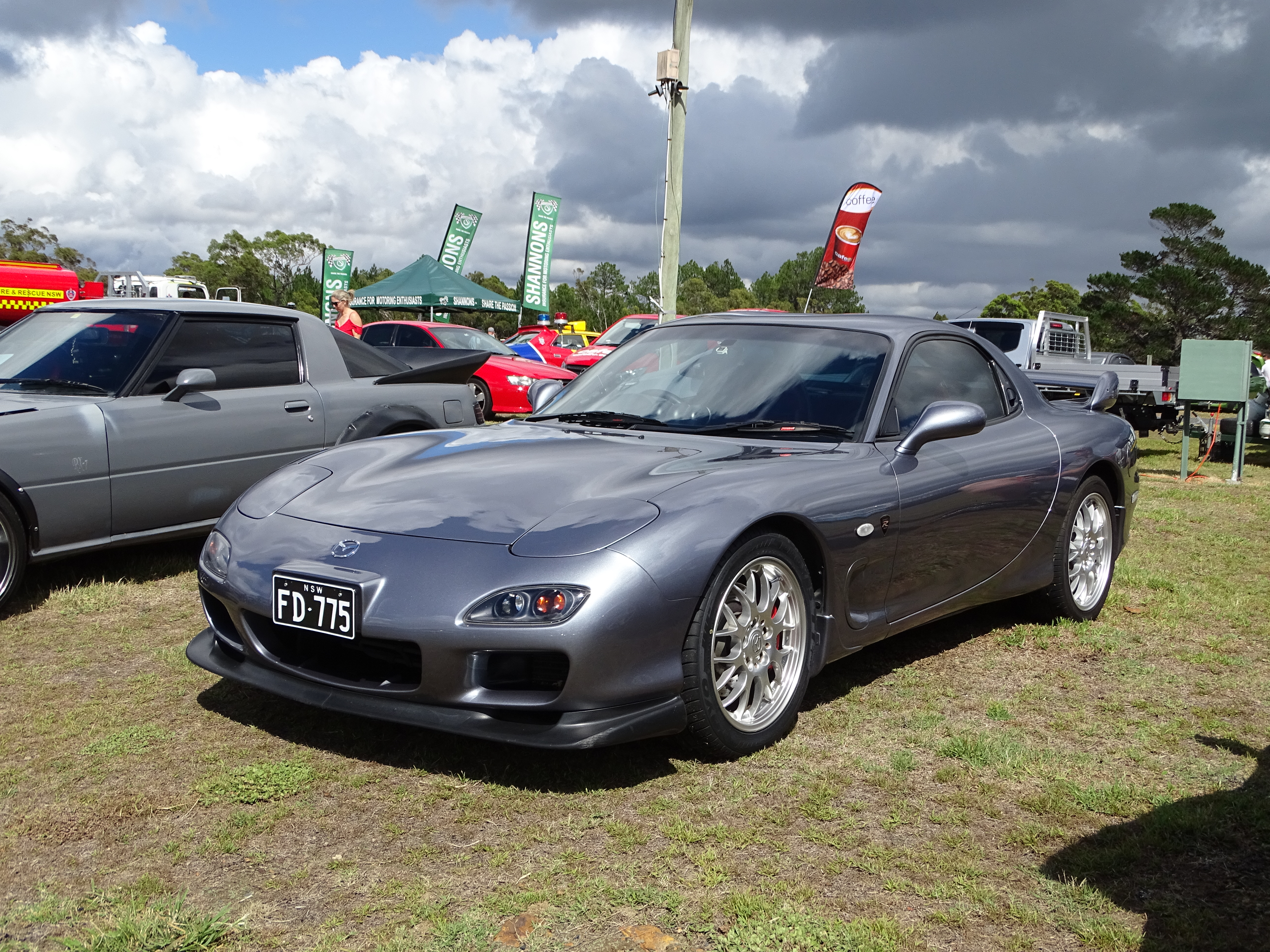
2002年式马自达RX-7 Spirit R Type A，配有OEM BBS锻造铝轮圈
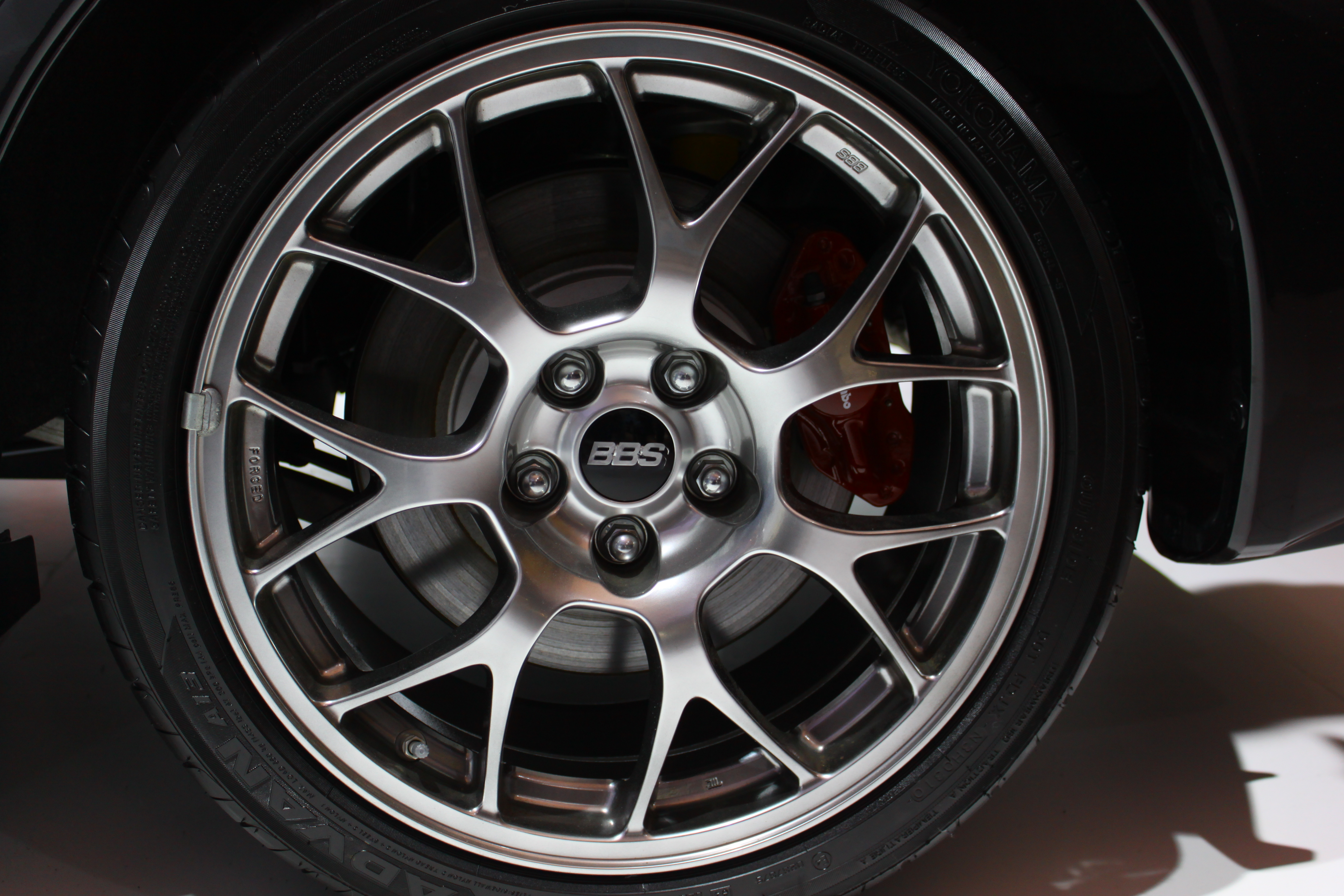
装配于三菱Lancer Evolution X MR上的OEM BBS轮圈

## 售后市场
受益于BBS轮圈在20世纪70年代得到车队和豪华汽车制造商（如宝马和保时捷）的广泛推广，其产品在售后市场需求开始增长。 1977年推出的三片式RS轮圈是BBS生产的轮圈中颇受欢迎的款式之一，其迅速在售后市场轮圈中流行并经常被其他制造商仿制。 1987年，BBS基于与RS相同的钢丝辐条设计推出他们第一款一体成型轮圈RG，并于1992年推出第一款两片式轮圈RSII。
1983年，随着BBS的产品开始在全球销售，其售后市场的业务得以拓展。 BBS于1983年在美国成立BBS of America，于法国成立BBS France Co. S.A.，并与合作伙伴Washi Beam Co. 在日本成立BBS Japan Co. Ltd。这些公司不仅可以销售产品给各自国内的汽车制造商和赛车队，也可以销售给当地公众。

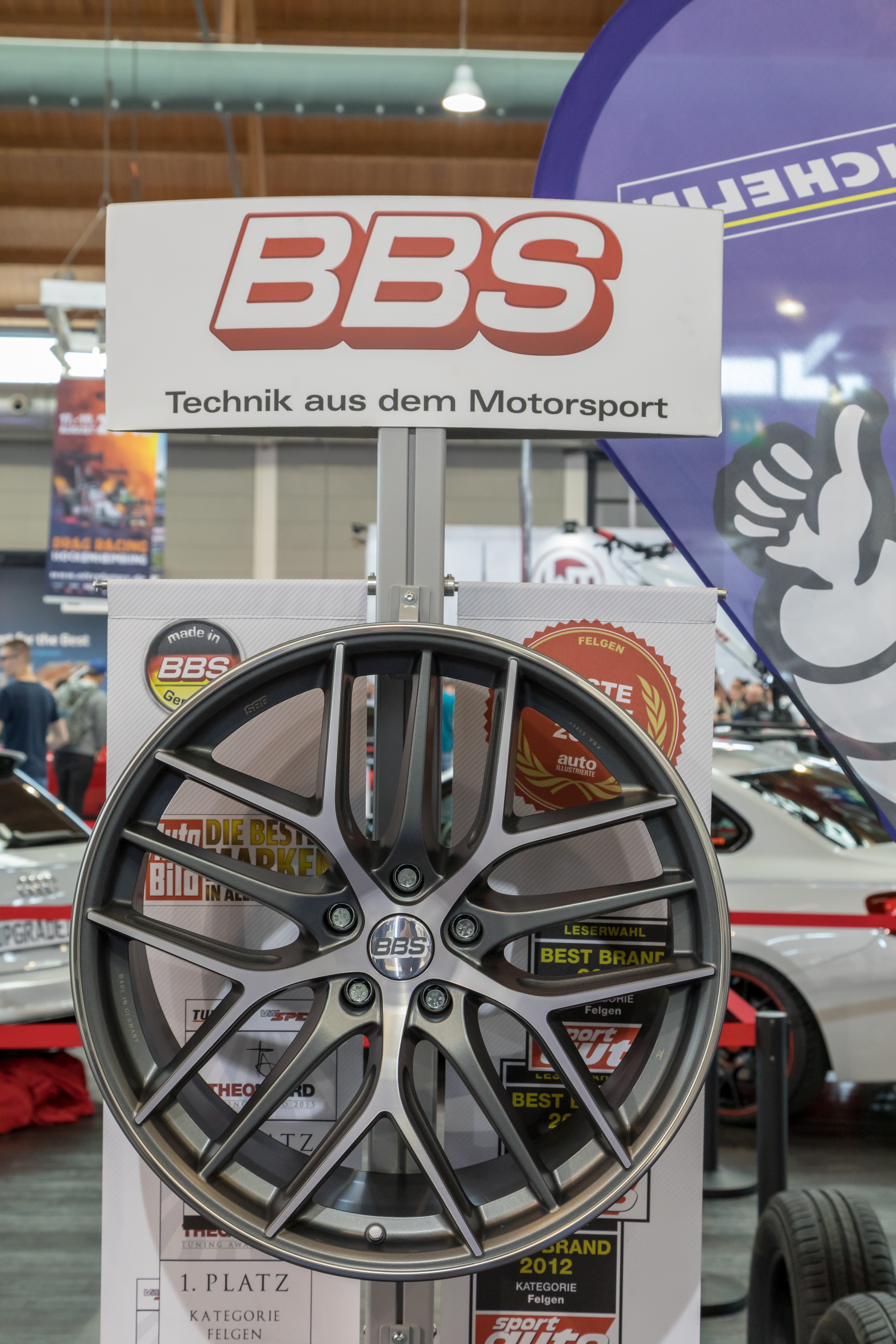
BBS CC-R在2018年腓特烈港国际改装车展（德语：Tuning World Bodensee）中亮相
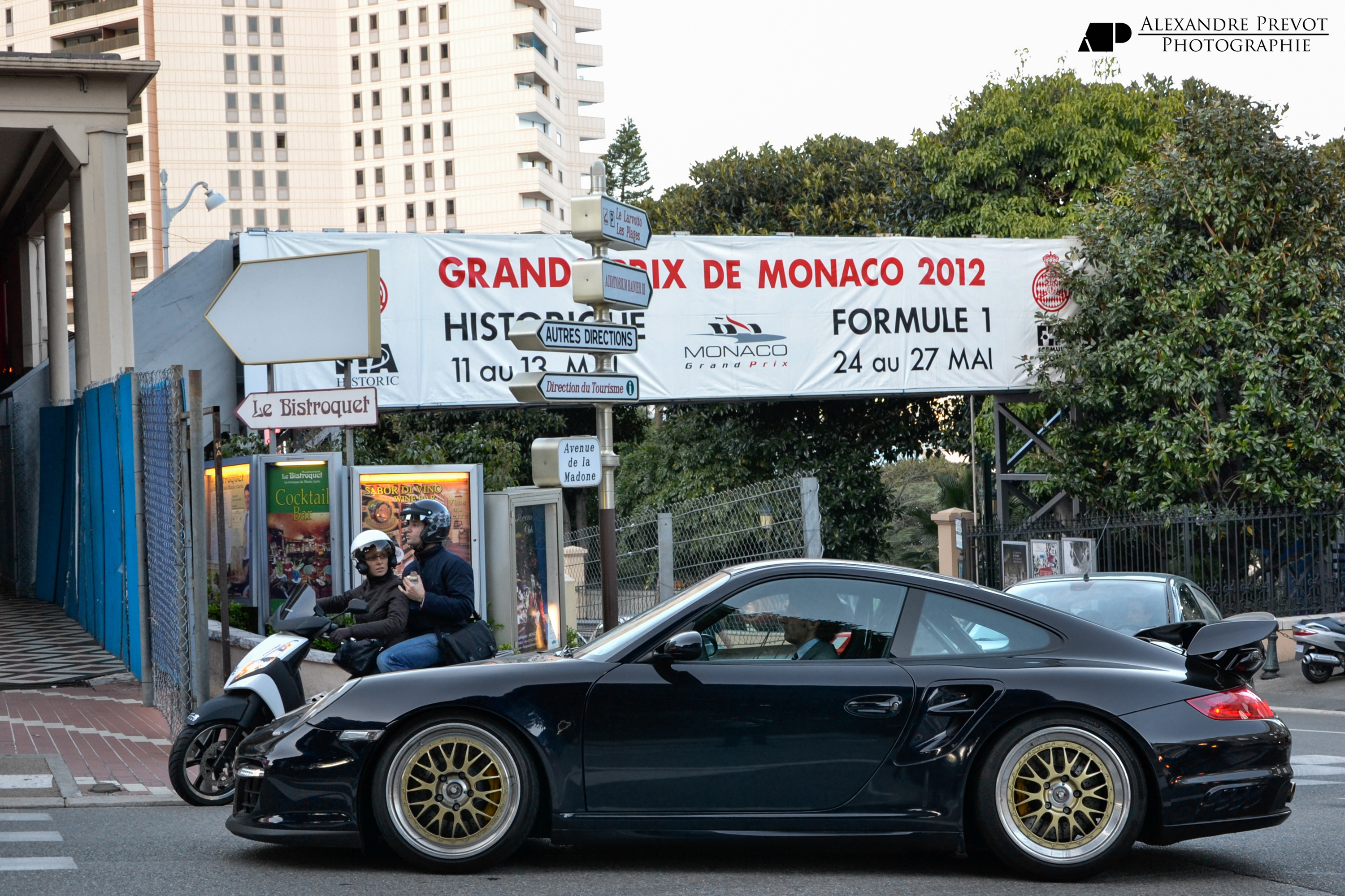
配备售后BBS E88轮圈的保时捷911 GT2 (997)
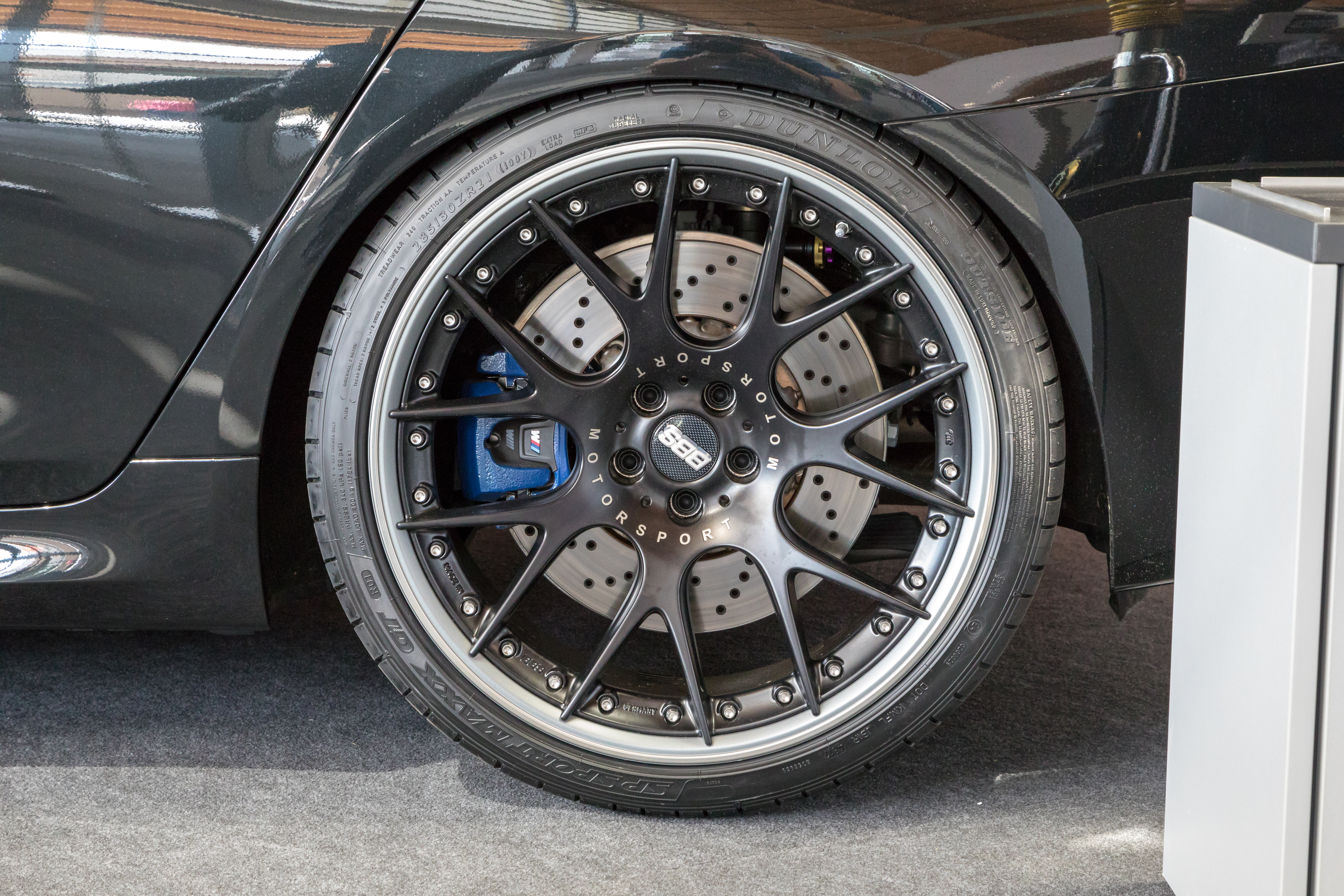
2018年腓特烈港国际改装车展，装配于展示车上的BBS CH-R II

## 外部连结
- 官方网站
- 展示其制造工艺的BBS宣传片 （页面存档备份，存于）